# Cristóbal de Belsayaga
Cristóbal de Belsayaga, también como Bersayaga o Velçayaga, (País Vasco, c. 1575 - Lima, después del 11 de abril de 1633) fue un compositor y maestro de capilla español activo en el Virreinato del Perú.

## Biografía
Se desconoce los primeros años de la vida de Cristóbal de Belsayaga, con excepción de que procedía del País Vasco. Las primeras noticias suyas son de un Magnificat del que se conserva una parte en el archivo de la Catedral de Bogotá, que puede considerarse una de las primeras obras policorales de Sudamérica.
El 18 de junio de 1616 fue nombrado maestro de capilla de la Catedral de Cuzco, posiblemente por nombramiento directo del arzobispo Fernando González de Mendoza. Las condiciones eran buenas: un salario anual de 500 pesos, de los que 200 procedían del arzobispo y los otros 300 de la catedral, además del derecho a alojamiento y a manutención en el colegio de San Antonio Abad, con tal de que comiera con los estudiantes. Entre sus funciones estaba «[q]ue ha de asistir en el coro todos los días que ha de haber canto de órgano y llevar el compás rigiendo la capilla y siempre que hubiere contrapunto con el canto llano». Pero el 22 de enero de 1617 fallece el arzobispo González de Mendoza y Besalgaya abandona Cuzco, aunque en fecha desconocida.
El maestro de capilla de la Catedral de Lima, Miguel de Bobadilla, abandonó el cargo en 1621 dejando el muy mal estado la capilla de música de la catedral. Belsayaga, que se había desplazado a Lima en algún momento entre 1617 y 1621, consiguió el magisterio, pero tuvo desde el principio grandes dificultades con la disciplina de los cantantes. El 18 de junio de 1622 el cabildo amenazaba a los cantores con multas si no cumplías con sus obligaciones: «Que se junten cada semana de jueves en la tarde, para estudiar y ejercitarse en el canto y tocar las chirimías y los demás de música.» Cuatro meses después las quejas de los músicos provocaban que Belsayaga fuese suspendido y el maestro presentó su dimisión por primera vez. Volvería de nuevo al cargo el 4 de abril de 1623, a pesar de la oposición de dos canónigos que deseaban el regreso de Bobadilla. Otras noticias de Belsayaga en las actas capitulares son del 9 de mayo de 1623, cuando se le pregunta por el valor de un libro de impreso de Magnificat y el 30 de mayo de 1623 el maestro solicitó cobrar una parte del dinero adicional que obtenían de las funciones extraordinarias, como funerales y celebraciones.
El día de Corpus Christi de 1630 sufrió un accidente o un ataque grave:

Estando la capilla cantando una chanzoneta delante del altar, que se hizo en la misma puerta del Palacio, un coete que salió de un árbol de guego que estava quemándose allí cerca descalabró el Maestro Cristobal de Velzayaga, maestro de capilla, en la mitad de la corona, de que estuvo muy malo.

El 15 de noviembre de 1630 el maestro presentó su dimisión y no regresó hasta el 7 de diciembre de 1632, ya restablecido. Durante su ausencia realizó las funciones Pedro de Villalobos, el que más tarde ocuparía el magisterio de la Catedral de La Plata. A su vuelta, con un nuevo salario de 800 pesos, volvió a ocuparse de todas las responsabilidades de maestro de capilla que había realizado anteriormente, además de encargarse de los infantes del coro, los colegiales del seminario de Santo Toribio y de la instrucción musical de los clérigos que lo deseasen.
Abandonó el magisterio de Lima en abril de 1633 para dedicarse a tiempo completo a su cargo de mayordomo del convento de Santa Clara de Lima, que ostentaba desde el 1 de junio de 1628. No hay más noticias suyas desde entonces, desconociéndose la fecha de fallecimiento.

## Obra
Solo se conservan tres obras suyas en la Catedral de Bogotá, lo que lo convierte en el primer maestro de capilla limeño del que se conservan suficientes composiciones para poder afirmar que era un compositor de primera fila.
Las obras conservadas son todas de música religiosa:
- Beatus vir, salmo
- Dixit Dominus, salmo
- Magnificat sexti toni, magnificat